# Leonid Pavlovič Makaryčev
Leonid Pavlovič Makaryčev (in russo Леонид Павлович Макарычев?; Leningrado, 26 novembre 1927 – Leningrado, 25 marzo 1988) è stato un regista sovietico.

## Filmografia parziale

### Regista
- Mal'čiški (1969)
- Udivitel'nyj zaklad (1970)
- Krasnye pčёly (1972)
- Pjatёrka za leto (1974)
- Skvoz' ogon' (1982)